# من به یه پری نیاز دارم
من به یه پری نیاز دارم (به کره‌ای: 선녀가 필요해) نام مجموعهٔ تلویزیونی ۲۰۱۲ کره جنوبی با بازیگری چا این پیو، لی دو ایل، کیم یون هائه، پارک مین وو است. این درام کمدی شامل ۱۰۰ قسمت ۳۵ دقیقه‌ای است که ماجراهای دو فرشته را که به زمین آمده‌اند روایت می‌کند. این سریال به کارگردانی نو سو هوان، چا میونگ جین و به قلم شین کوانگ هو، سونگ هه جین، کواک گیونگ یون، کیم می یون نگاشته شده است. این درام در روزهای دوشنبه - جمعه در ساعت ۷:۴۵ بعد از ظهر - ۸:۲۰ بعد از ظهر از شبکه کی‌بی‌اس پخش شد.

## خلاصه داستان
این سریال در مورد دو تا فرشته است که روی زمین می‌آیند و مقدر می‌شود که به عنوان مادر و دختر در بین انسان‌ها زندگی کنند.

## بازیگران

### اصلی
- چا این پیو در نقش چا سه جو (مدیر عامل شرکت)
- لی دو ایل در نقش چا سه دونگ (مدیر مدیریت سرگرمی)
- کیم یون هائه در نقش چا نارا
- پارک مین وو در نقش چا کوک مین

### سایر بازیگران

#### پری‌ها
- شیم هائه جین در نقش پری وانگمو
- هوانگ وو سئول هه در نقش چا هوآ
- جئون وون جو در نقش مادر پری چا هوآ
- پارک هه جین در نقش گیوم بو هوآ
- چوی جونگ وون در نقش گیوم مو را
- چا مین جی در نقش لی‌ها نی

#### اعضای کمپانی ۲اچ
- یون جی مین در نقش ما ته هی
- شیهو در نقش رئیس جانگ
- مین یونگ وون در نقش جانگ هی بین
- یانگ یونگ ریون در نقش پارک گیونگ بین
- لی جون
- گو ووری در نقش گو ریا
- یون سونگ هیون در نقش یون سونگ

### بازیگران فرعی
- شین دونگ وون در نقش همکلاسی چا نارا
- ها یانگ سنگ در نقش خواننده محبوب چا نارا
- بیون گی سو در نقش کارگردان
- چوی جیون در نقش معلم خانه‌دار نارا
- یون وون جه در نقش شین جو سوک

### مهمان
- سوزی در نقش بازیگر تازه‌کار
- بادا در نقش خواننده رقیب گنج طلا
- به کی سانگ در نقش رئیس‌جمهور یونگ
- کیم وون هه در نقش نویسنده
- کیم جون هیون در نقش نویسنده
- چو جائه هیون در نقش کو جائه هیون
- جانگ کوانگ هیو در نقش طراح مد
- جانگ هانگ جون در نقش کارگردان
- کیم می ریو در نقش فالگیر
- اوه جونگ ته در نقش راننده تاکسی